# Насушиобара
Насушиобара (јап. 那須塩原市) град је у Јапану у префектури Точиги. Према попису становништва из 2005. у граду је живело 115.032 становника.

## Становништво
Према подацима са пописа, у граду је 2005. године живело 115.032 становника.
| 1995.   | 2000.   | 2005.   |
| ------- | ------- | ------- |
| 105.127 | 110.828 | 115.032 |